# Куня-Арк
Куня Арк (означает «старая крепость») — цитадель; находится во внутреннем городе Хивы Ичан-Кала в современном Узбекистане. До свержения Хивинского Хана большевиками в 1920 году, Куня Арк служила одной из резиденций ханов Хорезма. Существующий на сегодняшний день комплекс Куня Арк был отреставрирован в начале XIX века.

## Название
Арк — крепость и дворец правителя внутри города. В Хиве под термином «Арк» понимали дворец властвующего хана, который включал в себя его приёмную, место слушаний жалоб или комнату для аудиенций (арз-хана). После того, как в Хиве были построены новые дворцовые комплексы Ташхаули и Нурулла-бай, прежний ханский дворец стал называться Куня Арк, хотя он отчасти сохранил свои прежние функции.

## Структура комплекса и история его создания
Куня Арк соединяет западную стену Ичан-Кала с обителью отшельника Ак-шейха-бобо. Строительство Куня Арк началось в 1686—1688 годах сыном Ануш-хана, Аранг-ханом. В конце XVIII века Куня Арк стала «городом в городе» и была отделена от Ичан-Кала высокой стеной. Когда-то крепость состояла из ханской канцелярии, зала для приёмов, гарема, зимней и летней мечети, монетного двора и подсобных помещений: конюшни, склады, мастерские и т. п.
Площадь близ входа в Куня Арк использовалась для военных парадов и тренировочных сражений. Здесь было также специальное место для исполнения приговоров и зиндан (тюрьма), прилегающая к восточным стенам Куня Арк. Вход во дворец охранялся. Только несколько строений осталось из когда-то густо застроенной территории Куня Арк: восточные ворота с комнатой для охраны; келья Ак-Шейха-Бобо; куринишхона — комната для приёма и регистрации людей; летняя и зимняя мечети и гарем.
Келья Ак-Шейха-Бобо — жилище Ак-Шейха-Бобо шейха, наставника шейха Мухтара Вали, раньше играла роль смотровой башни, и здесь хранили порох.
Первое здание — куринишхона было построено в 1686—1688 годах Аранг-ханом и разрушено в середине XVIII века, во время нашествия Иранцев. Современное здание возведено в 1804—1806 годах Эльтузар-ханом. Айван куринишхоны был покрыт майоликой во время правления Аллакули-хана. Куринишхона состоит из нескольких помещений: открытый двор, айван, зал с троном и боковые комнаты в западной части двора (казна хана, комната для хранения рукописей, комнаты для отдыха). В середине двора есть круглое возвышение, где стояла юрта, в которой хан принимал послов кочующих соседей. Трон хана стоял у южной стены тронного зала; сейчас этот трон находится в музее Москвы. Он был сделан из дерева и покрыт пластинами серебра с тонким резным орнаментом, выполненным в 1816 году хивинским мастером Мухаммадом.
Территория гарема в Куня Арк была застроена во время правления Мухаммад Рахим-хан II. Гарем расположен в северной части Куня Арк. Двор удлиняется с запада на восток и застроен жилыми помещениями — одноколонными айванами и одно — и двух этажными комнатами позади них. Общий размер гарема: 33х62 м; двор: 14.5х50 м.
Монетный двор был сооружён во время правления Мухаммад Рахим-хан I. Он построен одновременно с летней и зимней мечетью. Размеры: общие: 34х23 м; двор: 16х13 м; летняя мечеть: 7.4х13 м; зимняя: 12,5х12,5 м; монетный двор: 14х17 м.